# 門前町 (石川県)
門前町（もんぜんまち）は、かつて石川県鳳珠郡（旧鳳至郡）に属していた町。能登半島西部に位置し、曹洞宗大本山總持寺の門前町として知られていた。
2006年2月1日に隣接する輪島市と新設合併。合併に伴い、門前町の区域は、「輪島市門前町」となった。この記事では合併後の輪島市門前町についても解説する。

## 地理

### 地形
- 海
  - 日本海
- 湖沼
  - 八翠湖（八ヶ川ダム）

### 隣接していた自治体
- 輪島市
- 羽咋郡：志賀町
- 鳳珠郡：穴水町

## 歴史

### 沿革
1321年（元亨元年）に創建された曹洞宗大本山總持寺を町の名称の由来とする。
- 1889年（明治22年）4月1日 - 町村制の施行により、鳳至郡小石村、鬼屋村、上河内村、小滝村、猿橋村、清水村、高根尾村、舘村、栃木村、西中尾村、走出村、日野尾村、広岡村、広瀬村、深田村、本市村、門前村及び和田村を廃し、その区域をもって鳳至郡櫛比村を設置する。
- 1898年（明治31年）4月13日 - 總持寺が焼失。1911年に神奈川県横浜市鶴見に移転される。
- 1930年（昭和5年）1月1日 - 鳳至郡櫛比村を廃し、その区域をもって鳳至郡門前町を設置する。
- 1954年（昭和29年）3月31日 - 鳳至郡門前町、浦上村、黒島村、七浦村、本郷村及び諸岡村を廃し、その区域をもって鳳至郡門前町を設置する。
- 1956年（昭和31年）9月30日 - 鳳至郡剱地村を廃し、その区域を鳳至郡門前町に編入する。
- 1959年（昭和34年）8月25日 - 能登半島一帯で集中豪雨。輪島市、穴水町、能都町及び門前町等で土砂災害により死者・行方不明者37人[1]。
- 2005年（平成17年）3月1日 - 鳳至郡及び珠洲郡を廃し、門前町、穴水町及び能登町の区域をもってあらたに鳳珠郡の区域を画す。
- 2006年（平成18年）2月1日 - 輪島市及び鳳珠郡門前町を廃し、その区域をもって輪島市を設置する。
- 2007年（平成19年）3月25日 - 平成19年能登半島地震が発生。門前地区では震度6強を観測し、一番大きな被害に見舞われた。
- 2024年（令和6年）1月1日 - 令和6年能登半島地震が発生。地盤が4m程度隆起し、海岸線が海側に200メートル後退。各漁港が使用不能になるなどの被害を受けた[2]。震度6強と推定されていたが、後に門前町走出の観測点で震度7を観測していたことが明らかになった。

## 行政

### 歴代門前町長・櫛比村長
| 代 | 人 | 氏名       | 就任                      | 退任                      | 備考 |
| -- | -- | ---------- | ------------------------- | ------------------------- | ---- |
| 1  | 1  | 諸岡八郎   | 1890年（明治23年）4月9日  | 不詳                      |      |
| 2  | 1  | 諸岡八郎   | 不詳                      | 1895年（明治28年）4月30日 |      |
| 3  | 2  | 伊藤篤敬   | 1895年（明治28年）6月28日 | 不詳                      |      |
| 4  | 2  | 伊藤篤敬   | 不詳                      | 不詳                      |      |
| 5  | 2  | 伊藤篤敬   | 不詳                      | 1903年（明治36年）4月2日  |      |
| 6  | 3  | 酒井幹     | 1903年（明治36年）7月7日  | 1907年（明治40年）7月6日  |      |
| 7  | 3  | 酒井幹     | 1907年（明治40年）7月19日 | 1911年（明治44年）7月18日 |      |
| 8  | 4  | 好井辰次郎 | 1911年（明治44年）7月29日 | 1914年（大正3年）4月2日   |      |
| 9  | 5  | 伊藤直吉   | 1914年（大正3年）8月8日   | 1917年（大正6年）5月31日  |      |
| 10 | 6  | 山本増太郎 | 1917年（大正6年）8月8日   | 1921年（大正10年）8月7日  |      |
| 11 | 7  | 中野初太郎 | 1921年（大正10年）9月14日 | 1925年（大正14年）3月10日 |      |
| 12 | 8  | 沢田芳作   | 1925年（大正14年）6月1日  | 1929年（昭和4年）5月25日  |      |
| 13 | 9  | 瀬戸勝太郎 | 1929年（昭和4年）5月27日  | 1929年（昭和4年）12月31日 |      |

| 代 | 人 | 氏名       | 就任                       | 退任                       | 備考 |
| -- | -- | ---------- | -------------------------- | -------------------------- | ---- |
| 1  | 1  | 瀬戸勝太郎 | 1930年（昭和5年）1月1日    | 1933年（昭和8年）5月26日   |      |
| 2  | 1  | 瀬戸勝太郎 | 1933年（昭和8年）10月7日   | 1937年（昭和12年）10月6日  |      |
| 3  | 2  | 山本増太郎 | 1937年（昭和12年）10月30日 | 1939年（昭和14年）11月18日 |      |
| 4  | 3  | 大島新一   | 1941年（昭和16年）6月1日   | 1942年（昭和17年）8月4日   |      |
| 5  | 3  | 大島新一   | 1942年（昭和17年）8月18日  | 1946年（昭和21年）2月25日  |      |
| 6  | 4  | 星野力蔵   | 1946年（昭和21年）5月10日  | 1946年（昭和21年）11月10日 |      |
| 7  | 5  | 坂下俊雄   | 1947年（昭和22年）4月5日   | 1951年（昭和26年）4月4日   |      |
| 8  | 6  | 堂前義久   | 1951年（昭和26年）4月23日  | 1954年（昭和29年）3月30日  |      |

| 代 | 人 | 氏名       | 就任                       | 退任                       | 備考  |
| -- | -- | ---------- | -------------------------- | -------------------------- | ----- |
|    |    | 堂前義久   | 1954年（昭和29年）3月31日  | 1954年（昭和29年）4月28日  | [ 3 ] |
| 1  | 1  | 高島一郎   | 1954年（昭和29年）4月29日  | 1958年（昭和33年）4月28日  | [ 4 ] |
| 2  | 1  | 高島一郎   | 1958年（昭和33年）4月29日  | 1962年（昭和37年）4月28日  |       |
| 3  | 1  | 高島一郎   | 1962年（昭和37年）4月29日  | 1966年（昭和41年）4月28日  |       |
| 4  | 1  | 高島一郎   | 1966年（昭和41年）4月29日  | 1970年（昭和45年）4月28日  |       |
| 5  | 1  | 高島一郎   | 1970年（昭和45年）4月29日  | 1971年（昭和46年）8月22日  | [ 5 ] |
| 6  | 2  | 広野広道   | 1971年（昭和46年）9月24日  | 1975年（昭和50年）9月23日  | [ 6 ] |
| 7  | 2  | 広野広道   | 1975年（昭和50年）9月24日  | 1979年（昭和54年）9月23日  |       |
| 8  | 2  | 広野広道   | 1979年（昭和54年）9月24日  | 1983年（昭和58年）9月23日  |       |
| 9  | 2  | 広野広道   | 1983年（昭和58年）9月24日  | 1987年（昭和62年）9月23日  |       |
| 10 | 3  | 宮丸冨士雄 | 1987年（昭和62年）9月24日  | 1991年（平成3年）9月23日   |       |
| 11 | 3  | 宮丸冨士雄 | 1991年（平成3年）9月24日   | 1995年（平成7年）9月23日   |       |
| 12 | 3  | 宮丸冨士雄 | 1995年（平成7年）9月24日   | 1999年（平成11年）9月23日  |       |
| 13 | 4  | 引地捷     | 1999年（平成11年）9月24日  | 2003年（平成15年）9月23日  |       |
| 14 | 4  | 引地捷     | 2003年（平成15年）9月24日  | 2004年（平成16年）11月16日 | [ 7 ] |
|    |    | 片山一男   | 2004年（平成16年）11月16日 | 2004年（平成16年）12月11日 | [ 8 ] |
| 15 |    | 宮丸冨士雄 | 2004年（平成16年）12月12日 | 2006年（平成18年）1月31日  | [ 9 ] |

- 町長 - 宮丸冨士雄（みやまる・ふじお）

### 合併問題
平成の大合併においては、門前町は当初穴水町との合併を目指し、新町名も鳳町に決まっていた。しかし、その後門前町議会で合併協議凍結が決議され、町長選挙で輪島市との合併派が当選したので、輪島市と対等合併した。

## 教育

### 高等学校
- 石川県立門前高等学校

### 中学校
- 門前町立門前中学校

廃校は

### 小学校
- 門前町立櫛比小学校
- 門前町立七浦小学校
- 門前町立本郷小学校
- 門前町立松風台小学校
- 門前町立仁岸小学校

廃校は

### 社会教育
- 門前町立図書館
- 門前町天領北前船資料館

## 交通
門前町へのアクセスはバスが中心。

### 道路
- 一般国道
  - 国道249号
- 県道
  - 主要地方道
    - 石川県道7号穴水門前線
    - 石川県道38号輪島浦上線
    - 石川県道50号穴水剱地線
    - 石川県道51号輪島富来線

  - 一般県道
    - 石川県道222号池田江崎線
    - 石川県道260号久川馬場線
    - 石川県道264号小滝北川線
    - 石川県道265号鹿磯港道下線
    - 石川県道266号五十洲亀部田線
- 道の駅
  - 赤神

### バス
- 北陸鉄道
  - 北鉄奥能登バス
  - 北鉄能登バス

### 港湾
- 第1種
  - 剱地漁港
  - 赤神漁港
  - 黒島漁港
  - 鹿磯漁港
  - 深見漁港
  - 皆月漁港

## 娯楽
- 藤栄館 - 映画館
- 門前茂館 - 映画館

## 名所・旧跡・観光スポット
- 琴ヶ浜海岸
- 猿山岬灯台

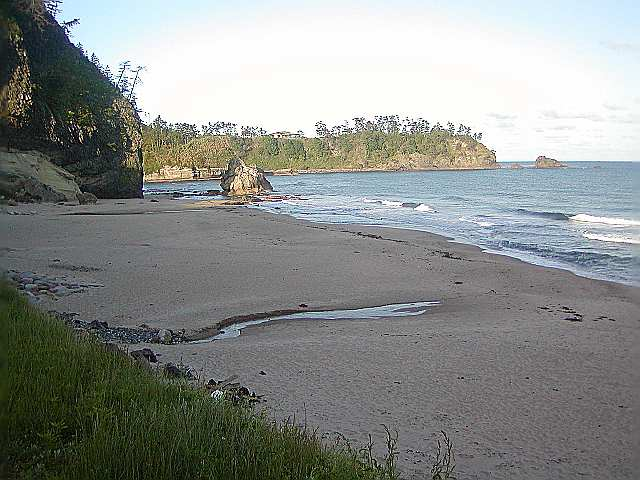
琴ヶ浜海岸

- 總持寺祖院 - 旧總持寺が明治31年（1898年）に焼失した後、明治38年（1905年）に總持寺祖院として復興。
- 黒島・角海家

## 出身有名人
- 天津風征夫 - 大相撲力士。最高位は前頭3枚目。
- 山口瑞鳳 - チベット学者。
- 寺本良之 - 元北陸放送アナウンサー